# 瑪格麗特·艾伯特
瑪格麗特·艾維士·艾伯特（英語：Margaret Ives Abbott，1878年6月15日—1955年6月10日）是美國業餘高爾夫球手，曾在1900年巴黎奧運會女子高爾夫球比賽勝出，是首位獲得這項殊榮的美國女性。
1878年，艾伯特於英屬印度加爾各答出生，並於1884年隨家人移居伊利诺伊州芝加哥。後來，她加入了位於惠頓的芝加哥高爾夫俱樂部，並接受查爾斯·B·麥克唐納和H·J·維漢指導。1899年，她隨母親前往巴黎學習藝術。1900年10月，她和母親一起報名參加了女子高爾夫錦標賽，卻沒有意識到這是第二屆現代奧運會。她最終以總數47杆的成績勝出，母親則與他人並列第七。她獲贈一個瓷碗作為獎品。
1902年12月，艾伯特與作家法利·德昂結婚。他們後來搬到紐約，育有四名孩子。艾伯特於1955年去世，享壽76歲，生前從未意識到自己曾贏得奧運會比賽。直到佛羅里達大學學者寶拉·韋爾奇研究了她的生平，她的事跡才為人所知曉。2018年，《紐約時報》刊登了遲來半個多世紀的訃告。

## 生平和事業

### 早年生活
瑪格麗特·艾維士·艾伯特在1875年6月15日出生於英屬印度加爾各答。父親查爾斯·艾伯特（Charles Abbott）是位富有的美國商人，於1879年去世。後來，母親瑪麗·艾伯特帶著瑪格麗特及其兄弟姊妹一同搬到美國波士頓。艾伯特十多歲時，母親便在《芝加哥先驅報》擔任文學編輯。1884年，艾伯特一家搬往芝加哥定居。
十九世紀後期，婦女參加各類運動均處處受限。以高爾夫為例，俱樂部只允許女性在男性陪同下打球。艾伯特與母親一同加入了惠頓的芝加哥高爾夫俱樂部，前者並接受業餘高爾夫球手查爾斯·B·麥克唐納和H·J·維漢指導。1897年，艾伯特和麥克唐納搭檔，出戰在華盛頓公園舉行的錦標賽。艾伯特從未參與任何美國高爾夫協會的錦標賽，但在芝加哥地區勝出了數場俱樂部比賽。1898年，《芝加哥大洋報》刊登有關艾伯特打高爾夫球的報道，並指「如果她繼續像以往一樣進步神速，那麼她在不久的將來便會成為美國頂尖的女高爾夫球手」。1899年，艾伯特的差點為2。艾伯特被稱為「好鬥的對手」，同時以「上桿優雅」而聞名。同年，艾伯特和母親前往巴黎，後者經資料搜集後撰寫了旅遊指南《女性的巴黎：法國首都日常生活手冊》（A Woman's Paris: A Handbook of Every-day Living in the French Capital）。艾伯特在當地跟隨奧古斯特·羅丹和埃德加·德加學習藝術。

### 巴黎奧運會

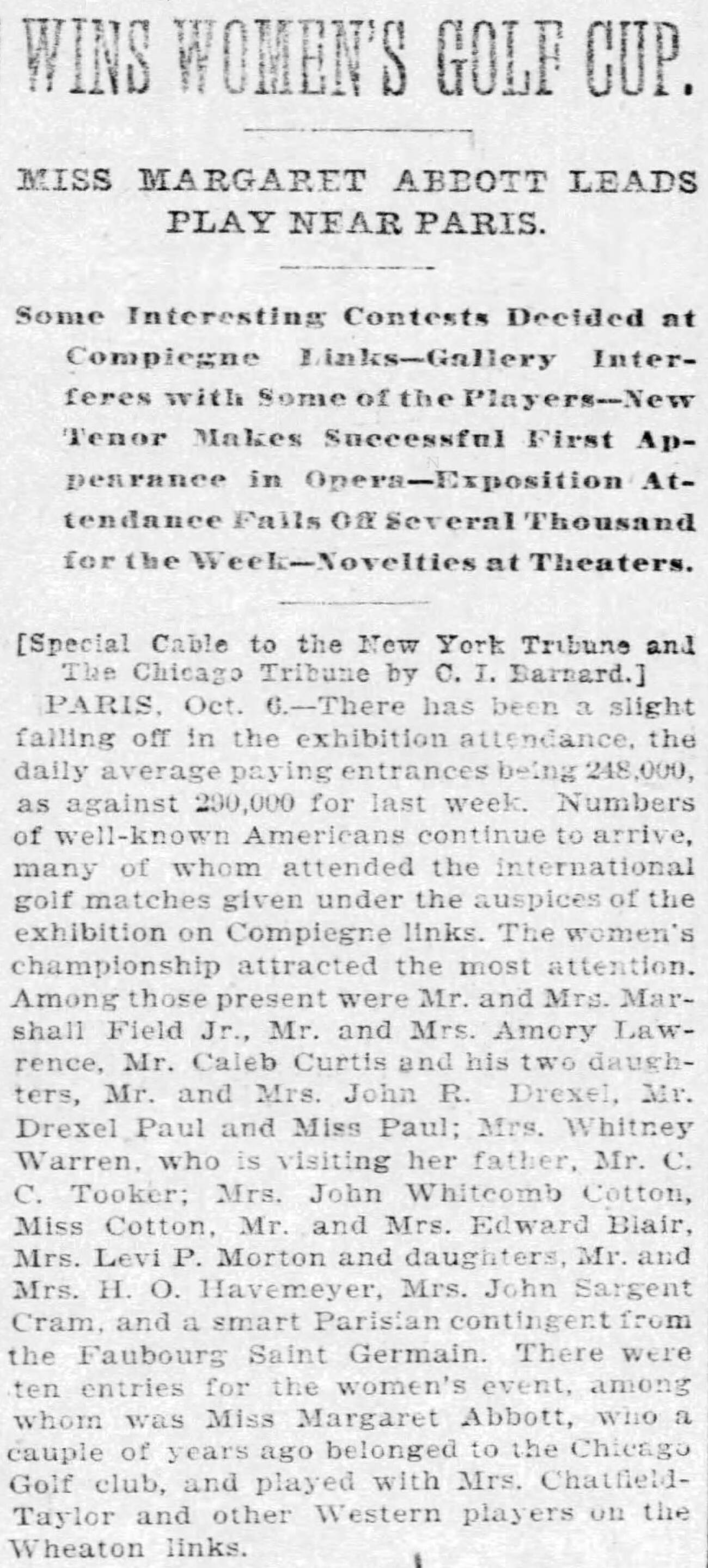
1900年10月7日，《芝加哥論壇報》刊登了有關艾伯特勝出奧運會高爾夫球比賽的文章

1900年夏季奧林匹克運動會於法國巴黎舉行，始於5月終於10月，是第二屆現代奧運會。現代奧運會發起人皮埃尔·德·顾拜旦原定只接受男性參賽，但在1900年，奧運會卻放寬資格，允許女性參與高爾夫、網球、帆船、賽艇、馬術五項比賽。這屆奧運會共有997名運動員參與，當中22名是女性。另一方面，大會在劣質場地上舉行比賽且未有提供適當設備，沒有正式的開幕和閉幕儀式，競賽項目亦包括拔河、放風箏、熱氣球、賽鴿等。奧運會設兩場高爾夫球比賽，其中男子個人項目屬於36洞賽，女子個人項目則是九洞賽，距離由62（68碼）至210（230碼）不等。10月4日，女子賽事於巴黎以北約48（30英里）的贡比涅舉行。
奧運會的舉行日期與1900年巴黎世界博覽會重疊，不少人認為它被博覽會的鋒芒所掩蓋。體育雜誌《高爾夫畫報》（Golf Illustrated）甚至稱它為「與巴黎世界博覽會相關的比賽」，而非奧林匹克體育賽事。奧運會歷史學家比爾·馬隆後來宣稱：「1900年那屆奧運會有許多項目屬示範項目，很難分辨哪種是比賽項目，哪種不是。」他又指，當時很多運動員都不知道自己正參加奧運會。
艾伯特在報紙上看到有關比賽的消息，於是她決定暫時從藝術中抽身，並報名參賽。最後，她以總杆數47杆的成績獲勝。美國選手保琳·惠蒂爾以49杆位居亞軍，艾比·普拉特則以53杆獲得季軍。艾伯特的母親也有參與，以65杆的成績與他人並列第七位。這場比賽共有十名運動員參與，全部身穿長裙，頭戴帽子。據艾伯特所言，她勝出是因為「所有的法國年輕女運動員顯然誤解了當日比賽的性質，於是穿著高跟鞋和緊身裙出席」。這次奧運會授予部分賽事冠軍數種類型的銀牌和銅牌，而非金牌；比賽結束後，她獲大會授予一個飾有黃金的古撒克遜瓷碗，它也有向世博會致敬之意。《芝加哥論壇報》刊登了她勝出奧運會高爾夫比賽的報道。

### 奧運之後

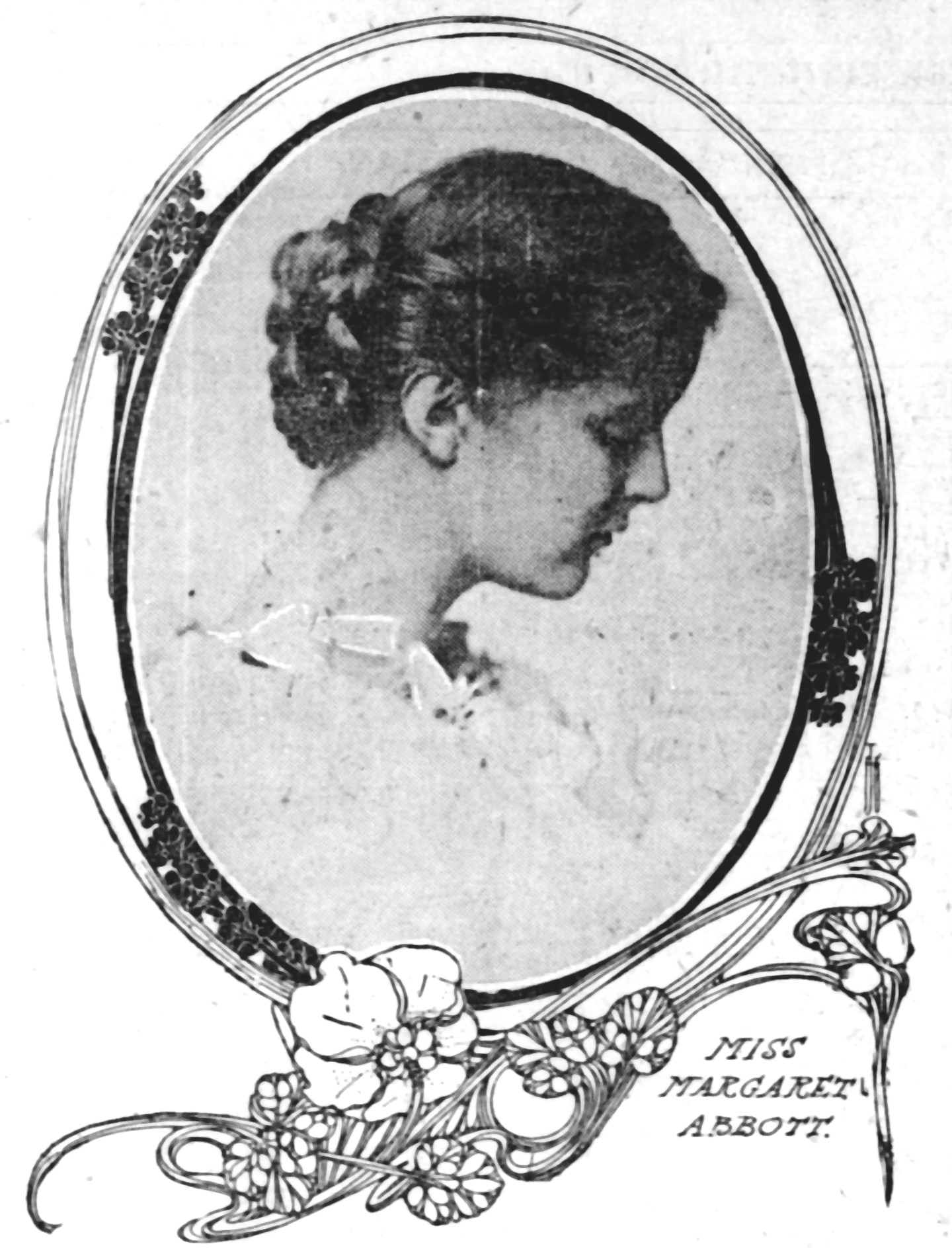
艾伯特的肖像，刊於1902年11月28日《芝加哥論壇報》

1901年，艾伯特繼續留在巴黎打高爾夫球，又開設了巴黎高爾夫俱樂部。1902年，她參與法國公開賽（即法國女子高爾夫公開賽前身）並嬴得冠軍。同年後期，她回到美國。1902年12月9日，她與作家法利·德昂成婚。據《芝加哥論壇報》報道，雖然婚禮「舉辦得極為安靜，而且只有少量佈置」，但仍收到「數十個……文學之光」發來的祝賀電報，其中包括阿瑟·柯南·道尔爵士。後來，夫婦兩人定居在紐約市，並孕育含菲利浦·德昂在內四名孩子。由於童年事故造成的膝傷，導致艾伯特沒有參與太多比賽。艾伯特與芝加哥高爾夫俱樂部的關係記錄於1912年俱樂部大火中毀去。1955年6月10日，艾伯特於康涅狄格州格林威治辭世，享壽76歲。

## 影響
艾伯特從未意識到自己曾經參與奧運會比賽，更遑論是首名獲得奧運金牌的美國女性。1970年代，佛羅里達大學榮譽退休教授、奧林匹克理事會成員寶拉·韋爾奇（Paula Welch）在美國奧委會總部看見美國奧運冠軍的牌匾，其中一塊描述艾伯特為1900年奧運會女子高爾夫賽事的優勝者，成為韋爾奇開始研究艾伯特生平的契機。韋爾奇花了十年時間抽絲剝繭，研究多份提及艾伯特勝出各項高爾夫賽事的報紙文章，巴黎博覽會報導，甚至是艾伯特的死亡證。1980年代中期，韋爾奇聯絡了艾伯特兒子菲利浦·德昂，並告知其母曾經在奧運會上奪得冠軍。韋爾奇認為艾伯特當時沒有被列入美國奧運代表隊的原因在於她當時正身處巴黎；至於她默默無聞的原因，韋爾奇宣稱：「當年的報道層面沒有現今廣泛……她回來了。她結婚了。她養家糊口。有時她會打高爾夫球，卻未有在錦標賽中真正追求它。」
菲利浦在1984年為體育雜誌《高爾夫文摘》撰文時寫道：「不是每人都能夠在80多年後得知母親是奧運會冠軍。冠軍本人只告訴我們，她贏得了巴黎高爾夫錦標賽。」1996年亞特蘭大奧運會中，艾伯特獲列為1900年奧運會特色運動員。1904年後，高爾夫被剔出奧運會，直到2016年才被重新納入。2018年，《紐約時報》刊登了遲來半個多世紀的訃告。